# Zonsverduistering van 11 mei 2059

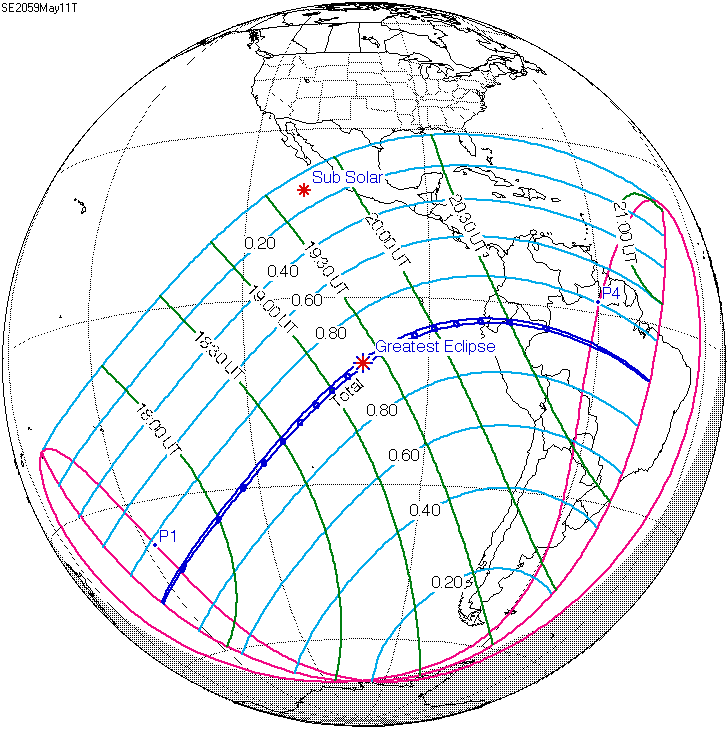
De zonsverduistering is de zien tussen de blauwe lijnen.

De totale zonsverduistering van 11 mei 2059 trekt veel over zee, maar is op land zichtbaar vanuit deze vier landen: Peru, Ecuador, Colombia en Brazilië. 

## Lengte

### Maximum
Het punt met maximale totaliteit ligt op zee ver van enig land op coördinatenpunt 10.7158° Zuid / 100.3906° West en duurt 2m23,4s.

### Limieten
| Fenomeen                    | Code | Tijdstip UTC |
| --------------------------- | ---- | ------------ |
| Eerste contact bijschaduw   | P1   | 16:43:11.8   |
| Eerste contact kernschaduw  | U1   | 17:47:13.7   |
| Kernschaduw compleet vanaf  | U2   | 17:47:54.1   |
| Bijschaduw compleet vanaf   | P2   | Niet         |
| Maximum eclips              | GE   | 19:20:15.3   |
| Bijschaduw compleet t/m     | P3   | Niet         |
| Kernschaduw compleet t/m    | U3   | 20:52:52.8   |
| Laatste contact kernschaduw | U4   | 20:53:27.9   |
| Laatste contact bijschaduw  | P4   | 21:57:32.7   |